# Diócesis de Duitama-Sogamoso
La diócesis de Duitama-Sogamoso (en latín: Dioecesis Duitamensis-Sogamosensis) es una circunscripción eclesiástica de la Iglesia católica en Colombia. Se trata de una diócesis latina, sufragánea de la arquidiócesis de Tunja. Desde el 24 de mayo de 2024 su obispo es Edgar Aristizabal Quintero.

## Territorio y organización

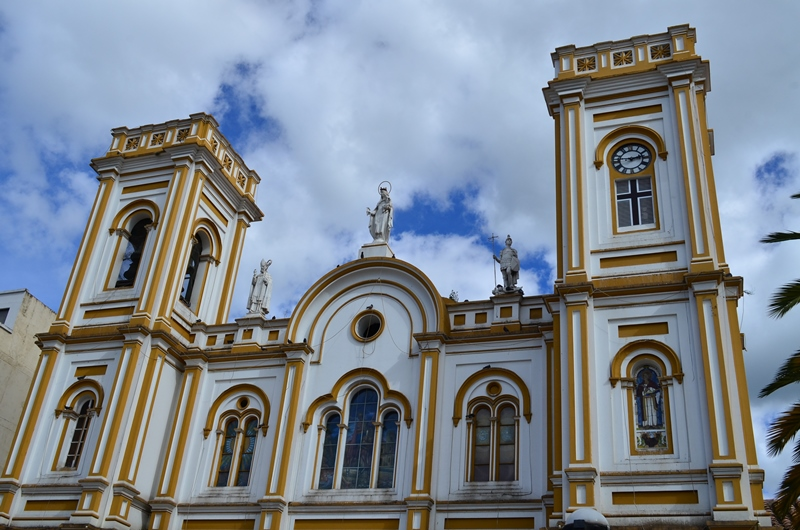
Concatedral de San Martín de Tours, en Sogamoso

La diócesis tiene 4928 km² y extiende su jurisdicción sobre los fieles católicos de rito latino residentes en 26 municipios del departamento de Boyacá: Duitama, Tibasosa, Sogamoso, Monguí, Mongua, Labranzagrande, Santa Rosa de Viterbo, Floresta, Busbanzá, Nobsa, Tópaga, Corrales, Gámeza, Cerinza, Betéitiva, Tasco, Socha, Belén, Paz de Río, Sativasur, Tutazá, Sativanorte, Jericó, Socotá, Pisba y Paya (excepto el corregimiento de Morcote que pertenece a la diócesis de Yopal).

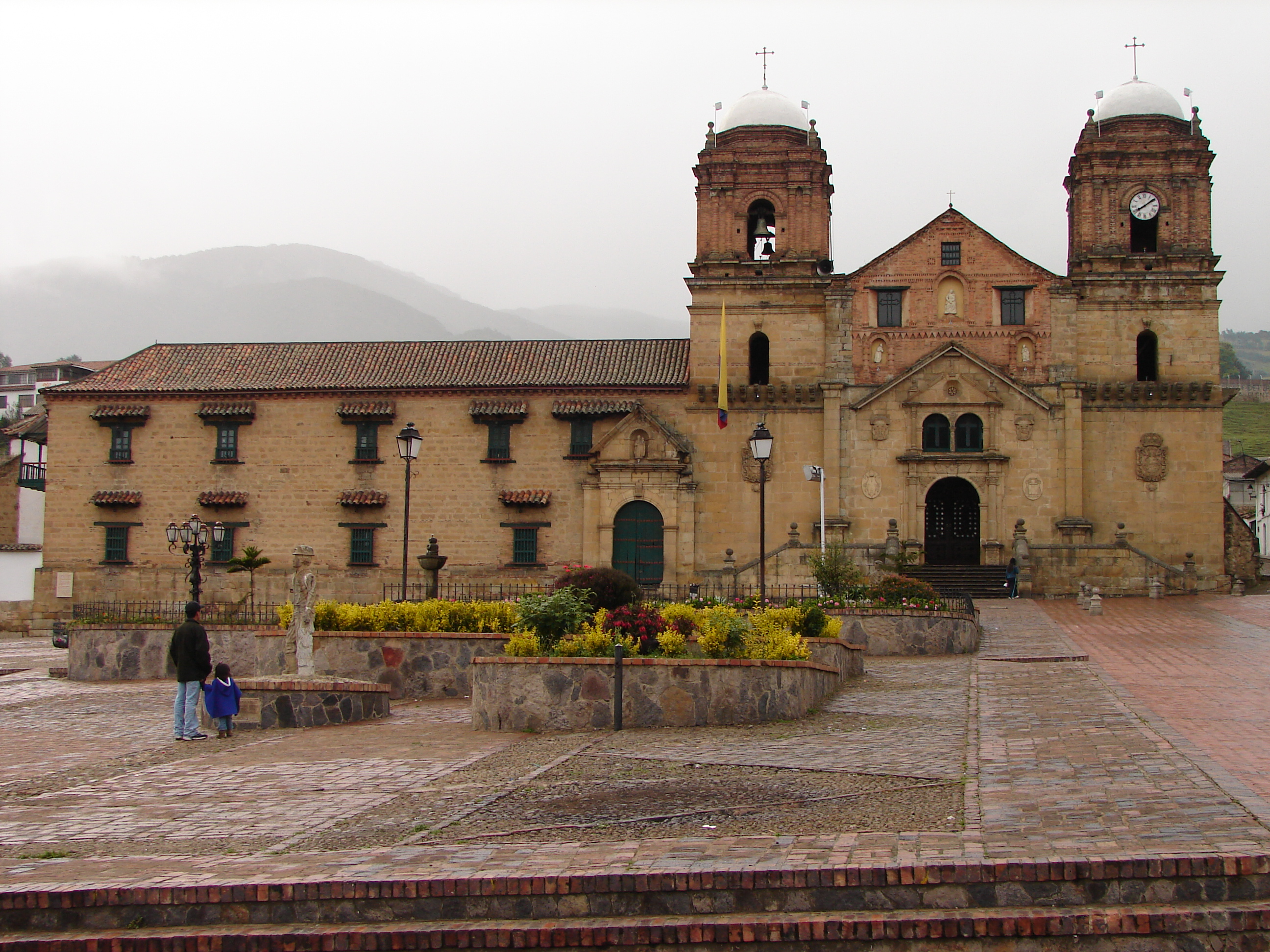
Basílica de Nuestra Señora, en Monguí

Su territorio limita al norte con la diócesis de Socorro y San Gil y la diócesis de Málaga-Soatá, al noreste con la diócesis de Arauca, al este con la diócesis de Yopal y al sur y oeste con la arquidiócesis de Tunja.
La sede de la diócesis se encuentra en la ciudad de Duitama, en donde se halla la Catedral de San Lorenzo. En Sogamoso se halla la Concatedral de San Martín de Tours y en Monguí la basílica de Nuestra Señora.
En 2021 en la diócesis existían 63 parroquias agrupadas en 8 vicarías:
Vicaría San Pablo Apóstol
- Catedral de San Martín de Tours en Sogamoso
- Divino Niño Jesús
- Divino Redentor
- Espíritu Santo
- María Auxiliadora
- Nuestra Señora de Chiquinquirá
- Nuestra Señora de Morcá
- Nuestra Señora del Carmen
- Nuestra Señora del Milagro
- Nuestra Señora del Rosario
- Sagrada Eucaristía
- Sagrada Familia
- Sagrado Corazón de Jesús
- San José
- Cuasiparroquia Nuestra Señora de Fátima

Vicaría San Juan María Vianney
- Cristo Rey (Duitama)
- Inmaculado Corazón de María (Duitama)
- Nuestra Señora de Lourdes (Villas del Mundial, Duitama)
- Nuestra Señora del Milagro (Duitama)
- San Antonio de Padua (San Antonio Norte. Duitama)
- San Miguel Arcángel (Duitama)
- San Pedro Claver (Duitama)
- Santa Ana (Vereda Santa Ana (Duitama)
- Santísima Trinidad (Vereda la Trinidad, Duitama)

Vicaría Santiago el Menor
- Catedral de San Lorenzo (Duitama)
- Divino Niño (Duitama)
- Nuestra Señora del Carmen (Duitama)
- María Auxiliadora (Duitama)
- San José Obrero (Duitama)
- San Juan Bosco (Duitama)
- San Luis Beltrán (Duitama)
- Nuestra Señora de Guadalupe (Duitama)

Vicaría Nuestra Señora Monguí
- San Jerónimo (Mongua)
- Nuestra Señora de Monguí (Monguí)
- San Judas Tadeo (Corrales)
- San Judas Tadeo (Tópaga)
- San Laureano (Gámeza)
- Santa Lucía (Busbanzá)
- San Rita de Casia (Beteitiva)
- Nuestra Señora del Rosario (Tasco)

Vicaría San Francisco de Asís
- Señor de Los Milagros (SativaSur)
- Inmaculada Concepción (Socotá)
- La Santísima Trinidad (Paz de Río)
- Nuestra Señora de La Candelaria (Socha)
- Natividad de Nuestra Señora (Jericó)
- San José (SativaNorte)
- San Pablo Apóstol (Los Pinos, Socotá)

Vicaría Nuestra Señora de Tutazá
- Inmaculada Concepción (Cerinza)
- Nuestra Señora de Belén (Belén)
- Nuestra Señora del Rosario (Tutazá)
- San Cayetano (Santa Rosa de Viterbo)
- Santa Rosa de Viterbo (Santa Rosa de Viterbo)
- La Inmaculada Concepción (Floresta)
- Nuestra Señora del Amparo (Tobasía)

Vicaría San Francisco Javier
- Nuestra Señora del Rosario (Pisba)
- Nuestra Señora del Rosario (Paya)
- Nuestra Señora de Chiquinquirá (Labranzagrande)

Vicaría San Juan Pablo II
- San Jerónimo (Nobsa)
- Jesús Obrero (Nazaret, Nobsa)
- María Auxiliadora (Sogamoso)
- Nuestra Señora del Rosario (Tibasosa)
- Santa Teresa del Niño Jesús (Tibasosa)
- San Cayetano (Duitama)
- San Juan Bautista (Duitama)

## Historia
La diócesis de Duitama fue erigida el 7 de marzo de 1955 mediante la bula Idem ardens del papa Pío XII, obteniendo el territorio de la diócesis de Tunja (hoy arquidiócesis). Originalmente fue sufragánea de la arquidiócesis de Bogotá y se le asignaron 34 parroquias con una extensión de 10 000 km².
El 6 de agosto de 1955, con la carta apostólica Deus miserentissimus, el papa Pío XII proclamó a la Santísima Virgen María, venerada con el título de Nuestra Señora de Monguí, como patrona principal de la diócesis, y a san José como patrono secundario.
El 20 de junio de 1964 pasó a formar parte de la provincia eclesiástica de Tunja.
El 24 de noviembre de 1971, mediante el decreto Cum urbs de la Congregación para los Obispos, la iglesia de San Martín de Tours en Sogamoso fue elevada al rango de concatedral de la diócesis.
El 9 de julio de 1987 cedió una porción de su territorio (13 parroquias) para la erección de la diócesis de Málaga-Soatá mediante la bula Quo efficacius provideretur del papa Juan Pablo II.
El 4 de junio de 1994, mediante el decreto Cum Congregatio de la Congregación para los Obispos, asumió su nombre actual.
El 6 de febrero de 1996 se inauguró el Seminario Mayor “Salvador Mundi”. Sin embargo, solo funciona ese año y es necesario que los seminaristas continúen su formación en el Seminario Mayor de Tunja. Por deseo de Carlos Prada Sanmiguel el Seminario Mayor se erige por decreto episcopal el 6 de febrero de 2006. El seminario cuenta con 34 seminaristas, entre ellos 3 diáconos.
El 29 de octubre de 1999 cedió una parte de su territorio para la erección de la diócesis de Yopal mediante la bula Sollertem curam del papa Juan Pablo II.(en latín) 
El año 2005 se celebraron los 50 años de fundación de la diócesis.
En el 2009 se adoptá el Plan de Pastoral diocesano 2009-2013, con las siguientes opciones pastorales:
Desde el 15 de octubre de 2012 asumió como administrador apostólico Luis Augusto Castro Quiroga, arzobispo de Tunja, quien se destacó por su presencia en la diócesis, y por las visitas constantes a las parroquias, preparando la diócesis para la llegada del nuevo obispo. 
El 7 de marzo de 2015 se conmemoró el 60 aniversario de la erección de la diócesis.
El 18 de abril de 2015 el papa Francisco nombró a Misael Vacca Ramírez, obispo de Yopal, como nuevo obispo de Duitama-Sogamoso. Se posesionó canónicamente el 6 de junio de 2015 en la Catedral de Duitama. Durante su episcopado impulsó decididamente el Sistema Integral de Nueva Evangelización (SINE) llevando a cabo, entre otras acciones, la realización del Congreso nacional de las jurisdicciones eclesiásticas que aplican este modo de evangelización. El papa Francisco lo promovió a arzobispo de Villavicencio, siendo posesionado por el nuncio apostólico Mariano Montemayor el 2 de marzo de 2023. Cómo la sede episcopal se encontraba vacante, por primera vez en la historia de la diócesis de Duitama-Sogamoso la Santa Sede concedió al colegio de consultores la elección de un administrador diocesano, siendo elegido el padre Oscar Pinzón, vicario de pastoral, para esta tarea.

## Estadísticas
Según el Anuario Pontificio 2022 la diócesis tenía a fines de 2021 un total de 333 881 fieles bautizados.
| Año                                                                             | Población            | Población | Población      | Sacerdotes | Sacerdotes    | Sacerdotes    | Bautizados por sacerdote | Diáconos permanentes | Religiosos | Religiosos | Parroquias |
| Año                                                                             | Bautizados católicos | Total     | % de católicos | Total      | Clero secular | Clero regular | Bautizados por sacerdote | Diáconos permanentes | Varones    | Mujeres    | Parroquias |
| ------------------------------------------------------------------------------- | -------------------- | --------- | -------------- | ---------- | ------------- | ------------- | ------------------------ | -------------------- | ---------- | ---------- | ---------- |
| 1966                                                                            | 349 000              | 351 961   | 99.2           | 94         | 82            | 12            | 3712                     |                      | 66         | 272        | 43         |
| 1970                                                                            | 398 000              | 400 000   | 99.5           | 89         | 81            | 8             | 4471                     |                      | 11         | 201        | 45         |
| 1976                                                                            | 448 000              | 455 500   | 98.4           | 90         | 82            | 8             | 4977                     |                      | 11         | 220        | 51         |
| 1980                                                                            | 476 000              | 490 000   | 97.1           | 82         | 76            | 6             | 5804                     |                      | 7          | 219        | 52         |
| 1990                                                                            | 331 000              | 343 000   | 96.5           | 78         | 75            | 3             | 4243                     |                      | 5          | 127        | 46         |
| 1999                                                                            | 260 000              | 280 000   | 92.9           | 100        | 96            | 4             | 2600                     |                      | 12         | 87         | 55         |
| 2000                                                                            | 259 000              | 278 000   | 93.2           | 110        | 104           | 6             | 2354                     |                      | 12         | 102        | 58         |
| 2001                                                                            | 270 000              | 289 000   | 93.4           | 125        | 119           | 6             | 2160                     |                      | 17         | 119        | 58         |
| 2002                                                                            | 260 000              | 265 000   | 98.1           | 113        | 106           | 7             | 2300                     |                      | 15         | 144        | 58         |
| 2003                                                                            | 261 000              | 270 000   | 96.7           | 108        | 104           | 4             | 2416                     |                      | 8          | 138        | 59         |
| 2004                                                                            | 310 000              | 349 000   | 88.8           | 112        | 106           | 6             | 2767                     |                      | 10         | 137        | 60         |
| 2006                                                                            | 375 000              | 394 000   | 95.2           | 114        | 108           | 6             | 3289                     |                      | 10         | 130        | 62         |
| 2013                                                                            | 418 000              | 432 000   | 96.8           | 131        | 126           | 5             | 3190                     | 14                   | 8          | 121        | 64         |
| 2016                                                                            | 312 286              | 353 811   | 88.3           | 118        | 113           | 5             | 2646                     | 12                   | 8          | 86         | 64         |
| 2019                                                                            | 301 046              | 351 196   | 85.7           | 137        | 135           | 2             | 2197                     | 11                   | 7          | 95         | 64         |
| 2021                                                                            | 333 881              | 381 187   | 87.6           | 145        | 142           | 3             | 2302                     | 11                   | 7          | 77         | 63         |
| Fuente: Catholic-Hierarchy, que a su vez toma los datos del Anuario Pontificio. |                      |           |                |            |               |               |                          |                      |            |            |            |

## Episcopologio
- José Joaquín Flórez Hernández † (7 de marzo de 1955-17 de marzo de 1964 nombrado obispo de Ibagué)
- Julio Franco Arango † (4 de junio de 1964-16 de septiembre de 1980 falleció)
- Jesús María Coronado Caro, S.D.B. † (30 de julio de 1981-21 de junio de 1994 retirado)
- Carlos Prada Sanmiguel † (21 de junio de 1994-15 de octubre de 2012 renunció)
  - Sede vacante (2012-2015)[nota 1]
- Misael Vacca Ramírez (6 de junio de 2015-31 de diciembre de 2022 nombrado arzobispo de Villavicencio)
- Edgar Aristizabal Quintero, desde el 24 de mayo de 2024